# Remix Of Gackt
『Remix Of Gackt』(リミックス オブ ガクト)は、1999年11月3日に発表されたGacktのリミックスアルバム。

## 概要
- ソロアーティストとなったGacktが、所属事務所との対立から体調を崩し入院している時に発売された。活動休止前に発売された1stシングル「Mizérable」と、2ndシングル「Vanilla」の、それぞれ2つの全く異なるリミックスバージョンが収録されている。

## 収録曲
1. Vanilla (MR PLASTIC DUB)
2. Mizérable (Tiny Voice , Production Remix)
3. Mizérable (Into the Water Mix -QUADRA)
4. Vanilla (マン山田 Remix)